# Amaranthus muricatus
Amaranthus muricatus é uma espécie de planta com flor pertencente à família Amaranthaceae. 
A autoridade científica da espécie é (Moq.) Hieron., tendo sido publicada em Boletín de la Academia Nacional de Ciencias, Córdoba, Argentina 4(2): 421. 1882.

## Portugal
Trata-se de uma espécie presente no território português, nomeadamente em Portugal Continental e no Arquipélago da Madeira.
Em termos de naturalidade é introduzida nas duas regiões atrás referidas.

## Protecção
Não se encontra protegida por legislação portuguesa ou da Comunidade Europeia.